# Leonard Carmichael

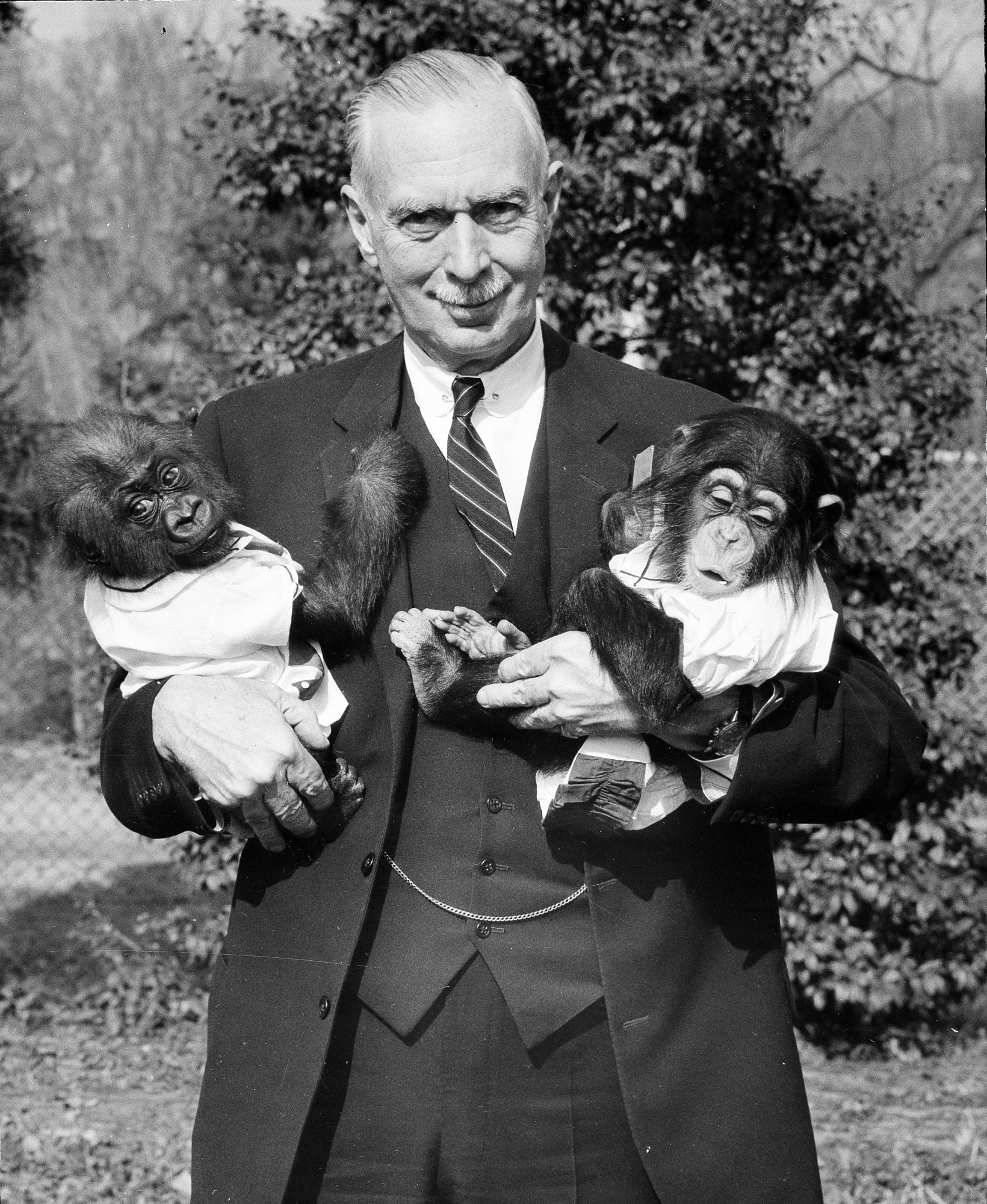
Leonard Carmichael

Leonard B. Carmichael (* 9. November 1898 in Philadelphia, Pennsylvania; † 16. September 1973 in Washington, D.C.) war ein US-amerikanischer Psychologe, Hochschullehrer und Universitätspräsident, der insbesondere durch sein Handbuch Carmichael’s manual of child psychology auf dem Gebiet der Kinderpsychologie bekannt wurde sowie von 1953 bis 1964 Sekretär der Smithsonian Institution war. Ihm zu Ehren wurde 1973 der Erdmondkrater Carmichael benannt.

## Leben

### Studium und Hochschullehrer
Carmichael, Sohn eines Arztes, absolvierte nach dem Besuch der Germantown Friends School ein grundständiges Studium am Tufts College und schloss dieses 1920 mit einem Bachelor of Science (B.S.) ab. Im Anschluss begann er ein Studium der Psychologie an der Harvard University und beendete dieses 1924 mit einem Doctor of Philosophy (Ph.D.). Während seines Studiums schloss er sich der akademischen Ehrengesellschaft Phi Beta Kappa sowie 1921 der Triade Theta Delta Chi an.
Nach Abschluss seines Studiums nahm er 1924 den Ruf auf eine Professur für Psychologie an der Princeton University an sowie anschließend 1926 an der Brown University, an der er bis 1936 unterrichtete. 1936 übernahm Carmichael, der 1932 Mitglied der American Academy of Arts and Sciences geworden war, eine Professur für Psychologie an der University of Rochester und lehrte dort bis 1938.

### Präsident des Tufts College und Sekretär der Smithsonian Institution
1938 übernahm er als Präsident die Leitung des Tufts College und wurde damit Nachfolger von George Stewart Miller, der dieses Amt ein Jahr lang kommissarisch nach dem Tod von John Albert Cousens innehatte. Er blieb bis 1952 Präsident des Tufts College und wurde dann von Nils Yngve Wessell abgelöst. Während dieser Zeit war er 1940 auch Präsident der American Psychological Association und wurde 1942 auch Mitglied der American Philosophical Society, 1943 der National Academy of Sciences. Sein 1946 erstmals erschienenes Werk Carmichael’s manual of child psychology wurde zu einem Standardwerk auf dem Gebiet der Kinderpsychologie.
Nach Beendigung seiner Präsidentschaft am Tufts College folgte Carmichael 1953 Alexander Wetmore als Sekretär der Smithsonian Institution und verblieb bis zu seiner Ablösung durch Sidney Dillon Ripley 1964 in diesem Amt. Im Anschluss war er 1964 kurze Zeit Vizepräsident der National Geographic Society für die Bereich Forschung und Erkundungen.
Zuletzt war Carmichael, der sich auch für die American Association for the Advancement of Science (AAAS) engagierte, von 1970 bis zu seinem Tod 1973 Präsident der American Philosophical Society.
Aus seiner am 30. Juni 1932 mit Pearl L. Kidston geschlossenen Ehe ging eine Tochter hervor. Nach seinem Tod wurde ihm zu Ehren 1973 der Erdmondkrater Carmichael benannt.

## Veröffentlichungen
- An experimental study in the prenatal guinea-pig of the origin and development of reflexes and patterns of behavior. In relation to the stimulation of specific receptor areas during the period of active fetal life. From the psychological laboratories of Brown university, 1934
- Intelligence: its nature and nurture, Mitherausgeber Guy Montrose Whipple, 1940
- Carmichael’s manual of child psychology, 1946, Neuauflage 1970
- Reading and visual fatigue, Mitautor Walter F. Dearborn, 1947, Neuauflage 1972
- The selection of military manpower. A symposium, Mitautor Lawrence C. Mead, 1951
- Tufts College, its science & technology. A centennial view (1852-1952), 1952
- Psychology, the machine, and society, 1953
- The making of modern mind, 1954
- Joseph Henry, 1797-1878, and his Smithsonian Institution, 1956
- Basic psychology. A study of the modern healthy mind, 1957
- Reading and education reevaluated, 1960
- James Smithson and the Smithsonian story, Mitautor J. C. Long, 1965